# Revelganj
Revelganj è una suddivisione dell'India, classificata come municipality, di 34.044 abitanti, situata nel distretto di Saran, nello stato federato del Bihar. In base al numero di abitanti la città rientra nella classe III (da 20.000 a 49.999 persone).

## Geografia fisica
La città è situata a 25° 46' 60 N e 84° 40' 0 E e ha un'altitudine di 51 m s.l.m..

## Società

### Evoluzione demografica
Al censimento del 2001 la popolazione di Revelganj assommava a 34.044 persone, delle quali 17.607 maschi e 16.437 femmine. I bambini di età inferiore o uguale ai sei anni assommavano a 5.945, dei quali 2.984 maschi e 2.961 femmine. Infine, coloro che erano in grado di saper almeno leggere e scrivere erano 15.200, dei quali 9.944 maschi e 5.256 femmine.